# Selsowet
Ein Selsowet (russisch сельсовет selsowet als Kurzform von russisch сельский совет selski sowet, ukrainisch сільрада silrada von silska rada, belarussisch сельсавет selsawet) – deutsch auch Dorfsowjet oder Dorfrat – ist eine Verwaltungseinheit innerhalb eines Rajons in Russland, Belarus und der Ukraine.
Selsowets waren die unterste administrative Ebene in ländlichen Gebieten der Sowjetunion. Nach der Auflösung der Sowjetunion blieben sie als dritte administrative Ebene in der gesamten Ukraine, Belarus und vielen Föderationssubjekten Russlands erhalten.